# Couvent des Sœurs de la Miséricorde d'Elgin
Le couvent des Sœurs de la Miséricorde d'Elgin est l'un des rares monastères catholiques, fondés en Écosse après la Réforme en 1560. Il se trouve à Elgin.

## Histoire
Sur le site du couvent actuel, un monastère franciscain fut fondé en 1479 à  l'emplacement d'un monastère franciscain plus ancien, fondé par l'évêque John Innes of Innes. L'Ordre des Frères mineurs conventuels  (appelés Greyfriars) fut introduit en Écosse par le roi Alexandre II au XIIIe siècle, et installé à Elgin au XVe siècle. Ce monastère franciscain fut sécularisé en 1559, pendant la Réforme.
Au XVIe siècle, les bâtiments du monastère désaffecté abritèrent un tribunal et la Chambre de commerce. Dès 1648 le monastère  fut reconverti en résidence de la famille King et la resta pendant 120 ans. À cette époque, l'église conventuelle devint une église épiscopalienne. En 1818, cette résidence fut achetée par la famille Stewart.
Les Sœurs de la Miséricorde ont acheté en 1891 les bâtiments en ruine du monastère et de l'église Saint-Sylvestre, qui ensuite ont été restaurés de 1896 à 1908, grâce au soutien financier de John Crichton-Stuart (3e marquis de Bute) et de son fils Colum Crichton-Stuart, selon un projet de l'architecte John Kinross. Le 4 octobre 1898 dans l'église du couvent a été célébrée la première messe catholique depuis la Réforme. Aujourd'hui, les Sœurs de la Miséricorde dirigent une école maternelle et une école primaire dans le couvent.